# Banjarnegara (Regierungsbezirk)

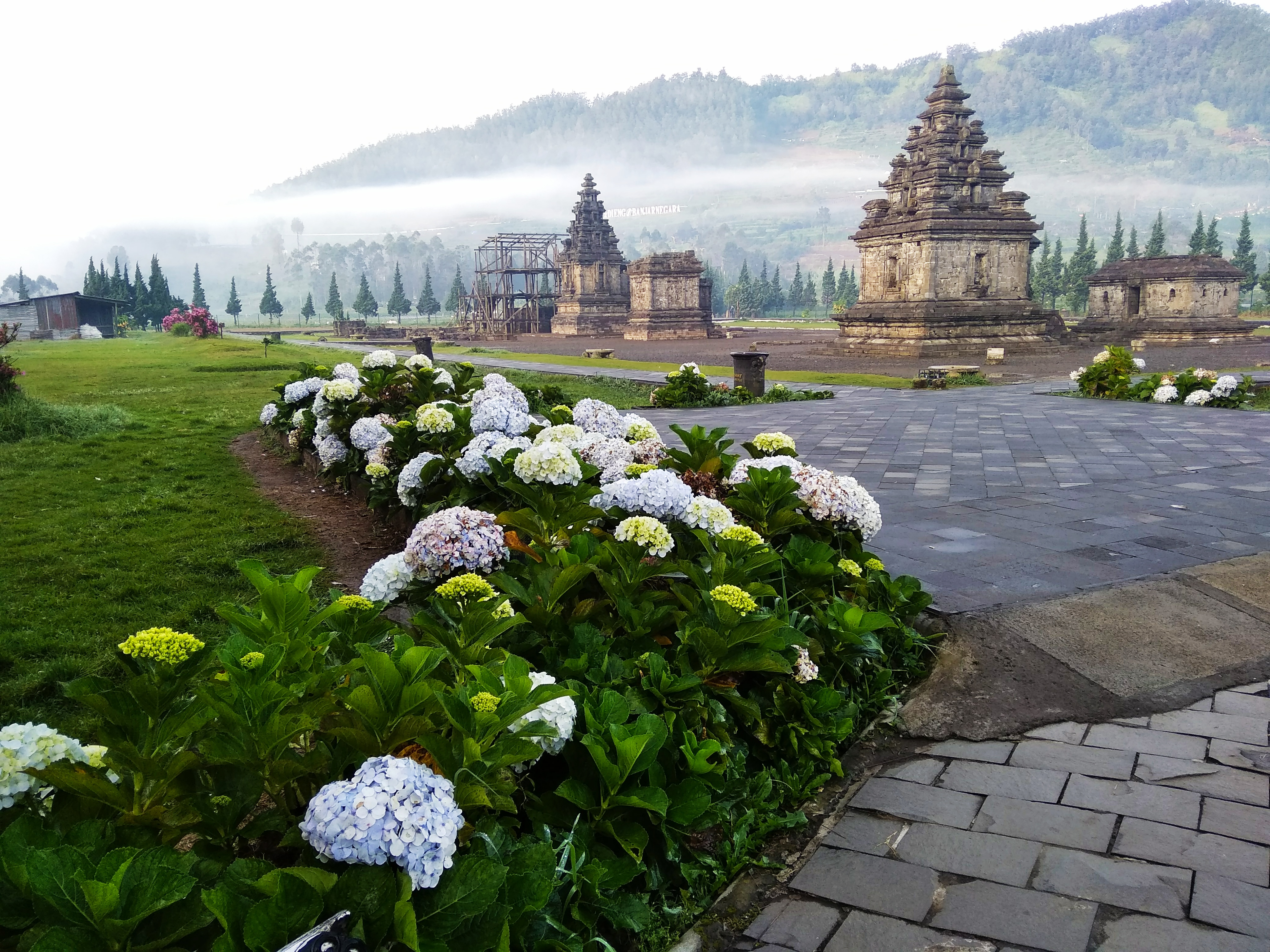
Der morgendliche Tempelkomplex Arjuna Dieng

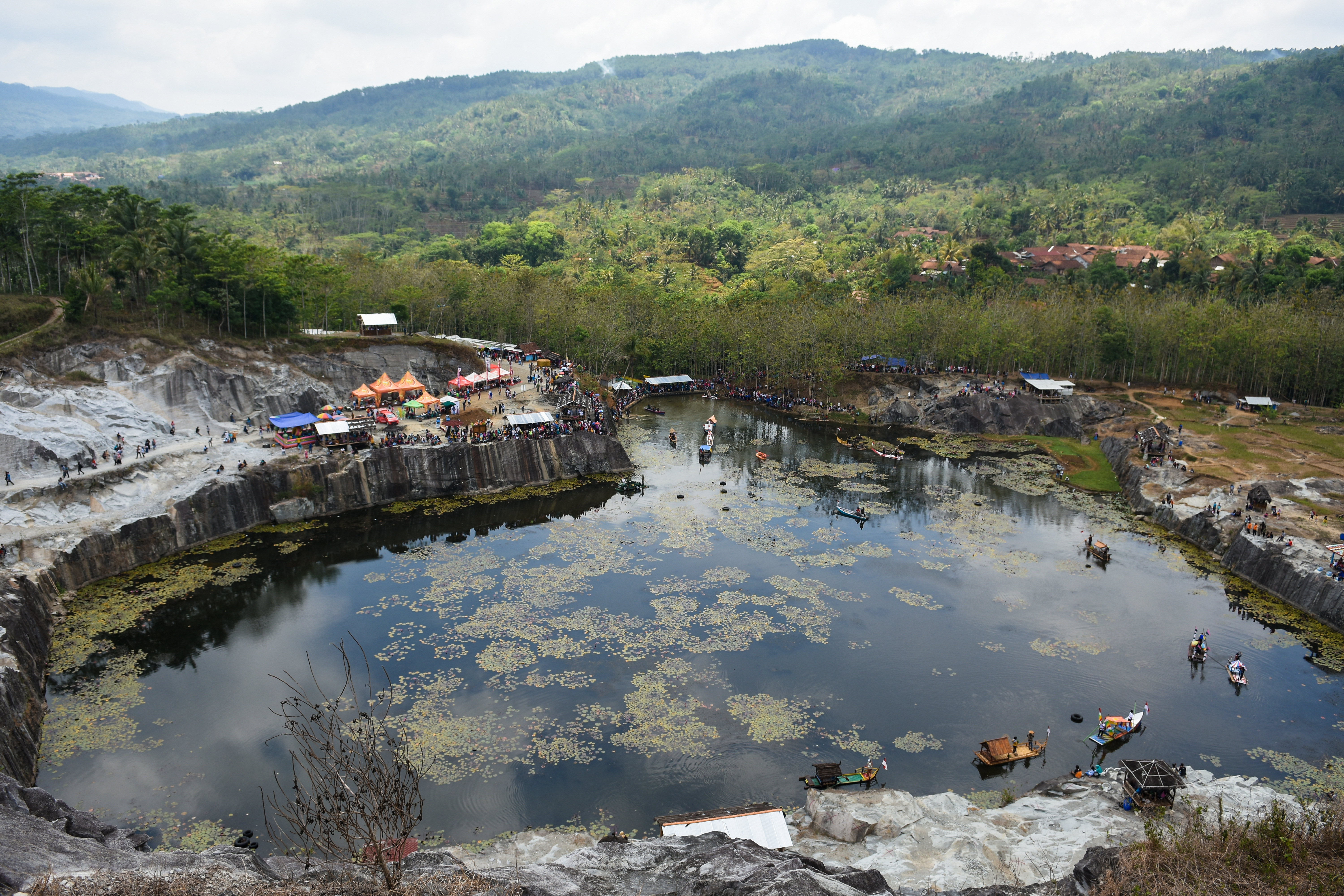
See im Touristenziel Tampomas

Banjarnegara ist ein indonesischer Regierungsbezirk (Kabupaten) in der Provinz Jawa Tengah, im Zentrum der Insel Java. Mitte 2022 lebten hier über eine Million Menschen. Die Hauptstadt und Regierungssitz des Verwaltungsbezirks ist die Stadt Banjarnegara. Die Stadt liegt ca. 95 km südwestlich der Provinzhauptstadt Semarang.

## Geografie
Der langgestreckte Regierungsbezirk (Entfernung vom Nordosten zum Südwesten ca. 70 km) erstreckt sich zwischen 7°12′ und 7°31′ s. Br. sowie zwischen 109°20′ und 109°45′ ö. L. Er hat im Westen den Kabupaten Purbalingga, im Norden Pekalongan, im Osten/Südosten Wonosobo, im Süden Kebumen und im Südwesten Banyumas als Nachbarn.

## Verwaltungsgliederung
Der Regierungsbezirk wird administrativ in 20 Kecamatan (Distrikte) unterteilt. Eine weitere Unterteilung erfolgt in 290 Dörfer (davon 12 Kelurahan mit urbanem Charakter) sowie 979 Dusun mit 1.335 Rukun Warga (RW, Weiler) und 5.459 Rukun Tetangga (RT, Nachbarschaften).
| Code 1   | Kecamatan Distrikt | Ibu Kota Verwaltungssitz | Fläche (km²) | Einwohner Census 2010 2 | Volkszählung 2020 | Volkszählung 2020 | Volkszählung 2020 | Anzahl der | Anzahl der |
| Code 1   | Kecamatan Distrikt | Ibu Kota Verwaltungssitz | Fläche (km²) | Einwohner Census 2010 2 | Einwohner 3       | 0Dichte 40        | Sex Ratio 5       | Desa 6     | Kel. 7     |
| -------- | ------------------ | ------------------------ | ------------ | ----------------------- | ----------------- | ----------------- | ----------------- | ---------- | ---------- |
| 33.04.01 | Susukan            | Susukan                  | 52,66        | 52.160                  | 62.706            | 1.190,8           | 102,0             | 15         | –          |
| 33.04.02 | Purworeja Klampok  | Klampok                  | 21,87        | 40.064                  | 47.657            | 2.179,1           | 101,1             | 8          | –          |
| 33.04.03 | Mandiraja          | Mandiraja Kulon          | 52,62        | 63.679                  | 78.090            | 1.484,0           | 101,3             | 16         | –          |
| 33.04.04 | Purwanegara        | Purwonegoro              | 73,87        | 66.994                  | 81.764            | 1.106,9           | 101,7             | 13         | –          |
| 33.04.05 | Bawang             | Mantrianom               | 55,21        | 53.321                  | 63.335            | 1.147,2           | 101,8             | 18         | –          |
| 33.04.06 | Banjarnegara       | Kutabanjarnegara         | 26,24        | 62.962                  | 69.543            | 2.650,3           | 101,3             | 4          | 9          |
| 33.04.07 | Sigaluh            | Gembongan                | 39,56        | 28.107                  | 31.993            | 808,7             | 101,7             | 14         | 1          |
| 33.04.08 | Madukara           | Kutayasa                 | 48,20        | 40.074                  | 45.952            | 953,4             | 103,8             | 18         | 2          |
| 33.04.09 | Banjarmangu        | Banjarmangu              | 46,36        | 39.799                  | 46.301            | 998,7             | 104,4             | 17         | –          |
| 33.04.10 | Wanadadi           | Wanadadi                 | 28,27        | 28.638                  | 33.553            | 1.186,9           | 102,4             | 11         | –          |
| 33.04.11 | Rakit              | Rakit                    | 32,45        | 45.998                  | 53.686            | 1.654,4           | 102,3             | 11         | –          |
| 33.04.12 | Punggelan          | Punggelan                | 102,84       | 71.658                  | 86.419            | 840,3             | 104,0             | 17         | –          |
| 33.04.13 | Karangkobar        | Leksana                  | 39,07        | 27.703                  | 31.599            | 808,8             | 107,3             | 13         | –          |
| 33.04.14 | Pagentan           | Pagentan                 | 46,19        | 34.028                  | 38.221            | 827,5             | 103,1             | 16         | –          |
| 33.04.15 | Pejawaran          | Penusupan                | 52,25        | 39.571                  | 44.571            | 853,0             | 106,6             | 17         | –          |
| 33.04.16 | Batur              | Batur                    | 47,17        | 36.388                  | 40.826            | 865,5             | 106,9             | 8          | –          |
| 33.04.17 | Wanayasa           | Wanayasa                 | 82,01        | 44.372                  | 50.533            | 616,2             | 106,6             | 17         | –          |
| 33.04.18 | Kalibening         | Kalibening               | 83,78        | 39.724                  | 46.356            | 553,3             | 104,2             | 16         | –          |
| 33.04.19 | Pandanarum         | Beji                     | 58,56        | 19.841                  | 22.926            | 391,5             | 104,9             | 8          | –          |
| 33.04.20 | Pagedongan         | Pagedongan               | 80,55        | 33.832                  | 41.736            | 518,1             | 104,1             | 9          | –          |
| 33.04    | Kab. Banjarnegara0 | Banjarnegara             | 1.069,73     | 868.913                 | 1.017.767         | 951,4             | 103,3             | 266        | 12         |

## Demographie
Zur Volkszählung im September 2020 lebten im Kabupaten Banjarnegara 1.017.767 Menschen, davon 500.711 Frauen (49,20 %) und 517.056 Männer. Gegenüber dem letzten Census (2010) sank der Frauenanteil um 0,60 Prozent. 68,95 % (701.767) gehörten 2020 zur erwerbsfähigen Bevölkerung; 22,62 % waren Kinder (bis 14 Jahre) und 8,43 % im Rentenalter (ab 65 Jahren).
Mitte 2022 bekannten sich 99,48 Prozent der Einwohner zum Islam, Christen waren mit 0,45 % (3.554 ev.-luth. / 1.123 röm.-kath.) vertreten und 0,05 % waren Buddhisten. Zur gleichen Zeit waren von der Gesamtbevölkerung 39,83 % ledig; 54,36 % verheiratet; 2,00 % geschieden und 3,81 % verwitwet.

### Bevölkerungsentwicklung
| SP/SUPAS          | 1971         | 1980         | 1990         | 1995         | 2000         | 2005         | 2010         | 2015         | 2020         |
| ----------------- | ------------ | ------------ | ------------ | ------------ | ------------ | ------------ | ------------ | ------------ | ------------ |
| Kab. Banjarnegara | 591.655      | 676.751      | 771.774      | 805.016      | 838.962      | 854.785      | 868.913      | 901.300      | 1.017.767    |
| Anteil in %       | 2,70 %       | 2,67 %       | 2,71 %       | 2,58 %       | 2,83 %       | 2,64 %       | 2,38 %       | 2,67 %       | 2,77 %       |
| Jawa Tengah       | .21.877.081. | .25.372.889. | .28.521.692. | .31.223.258. | .29.653.266. | .32.382.657. | .36.516.035. | .33.753.023. | .36.742.501. |

| Rang unter den 29 Kabupaten der Provinz (06/2022) | Rang unter den 29 Kabupaten der Provinz (06/2022) |
| ------------------------------------------------- | ------------------------------------------------- |
| Fläche                                            | 00009                                             |
| Einwohnerzahl                                     | 00017                                             |
| Dichte                                            | 00021                                             |

- Bevölkerungsentwicklung des Kabupaten Banjarnegara von 1971 bis 2020
- Ergebnisse der Volkszählungen Nr. 3 bis 8 – Sensus Penduduk (SP)
- Ergebnisse von drei intercensalen Bevölkerungsübersichten (1995, 2005, 2015) – Survei Penduduk Antar Sensus (SUPAS)[7]

### Bevölkerungsfortschreibung
Endjährliche Fortschreibung der Einwohnerzahlen auf Basis der lokalen Meldebehörden.
| 2010 | 0.870.528 |      | 2016      | 0.907.410 |
| 2011 | 0.877.201 | 2017 | 0.912.917 |           |
| 2012 | 0.883.710 | 2018 | 0.918.219 |           |
| 2013 | 0.889.894 | 2019 | 0.923.192 |           |
| 2014 | 0.896.038 | 2020 | 1.017.767 |           |
| 2015 | 0.901.826 | 2021 | 1.026.865 |           |